# Nucella emarginata
Nucella emarginata, tên tiếng Anh: Emarginate Dog Winkle, là một loài ốc biển, là động vật thân mềm chân bụng sống ở biển thuộc họ Muricidae, họ ốc gai.

## Miêu tả
Kích thước vỏ ốc khoảng 25 mm và 30 mm

## Phân bố
Loài này phân bố ở Biển Bering và Mexico Thái Bình Dương.

## Hình ảnh

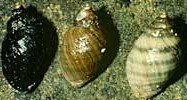
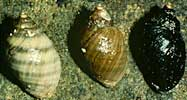